# 长春号导弹驱逐舰

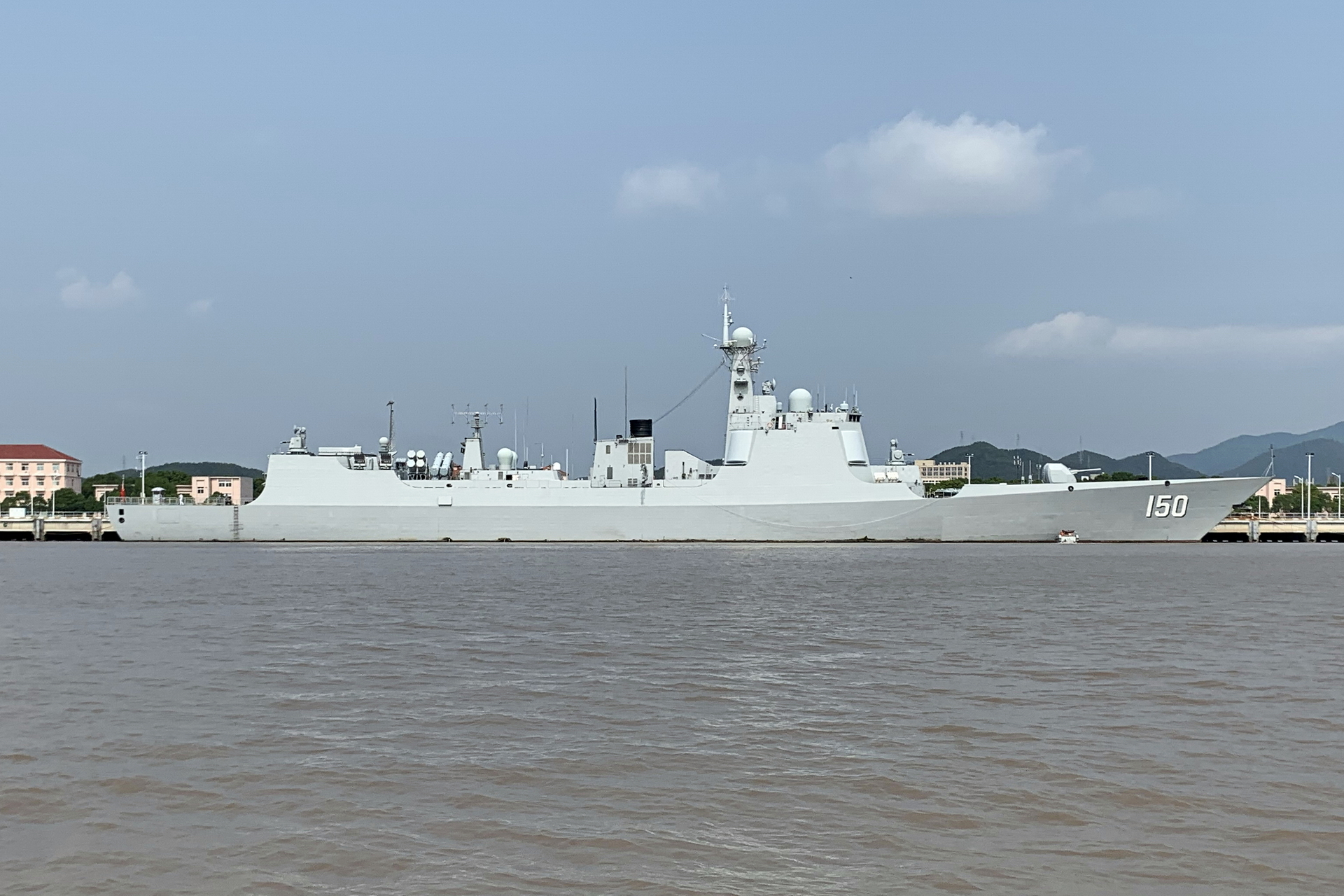
长春舰（舷号150）

“长春”号导弹驱逐舰（舷号150）简称“长春”舰，是中国人民解放军海军第三艘052C型导弹驱逐舰，也是第二艘以“长春”为名的军舰。装备有源相控阵雷达及垂直发射系统，可单独或协同海军其他兵力攻击水面舰艇、潜艇，具有较强的远程警戒探测和区域防空作战能力。长春舰是江南造船厂搬迁至新厂区、运用新模式监造的第一条大型驱逐舰。与第一批次052C型驱逐舰相比，长春舰等第二批次的052C型驱逐舰全舰编制精简30人。长春舰于2008年10月由江南造船厂开工建造，2010年11月27日下水，2013年1月31日入列，现服役于东海舰队驱逐舰第六支队。长春舰舰名取自吉林省省会长春市，其入列命名授旗仪式于2013年1月31日在浙江省舟山市举行。

## 历史
2013年夏，处于全训中的“长春”号导弹驱逐舰在解放军三军联合演练中首次试射新型导弹拦截靶弹。
2013年9月25日，“长春”号导弹驱逐舰等在南海展开了由东海舰队组织的舰潜机联合反潜演练。演练中，长春舰首先发现“敌”潜艇，与编队舰艇通过一体化指挥平台同步感知战场态势和目标要素，调动多个反潜平台对潜艇了进行成功打击。
2014年2月28日，“长春”号导弹驱逐舰、“益阳”号导弹护卫舰及“常州”号导弹护卫舰组成东海舰队远海训练舰艇编队从舟山市某军港起航。3月7日，长春舰等穿越巴士海峡进入西太平洋进行了高强度检验性训练。
2014年3月8日，马来西亚航空370号班机空难发生。3月24日，“长春”号导弹驱逐舰、“常州”号导弹护卫舰及“巢湖”号综合补给舰等共同组成中国海军第十七批护航编队，比预定时间提前10天准备就绪，从浙江省舟山市提前起航，经中国南海海域、纳土纳群岛海域、卡里马塔海峡、巽他海峡，前往印度洋海域执行搜救任务。
2014年4月5日，“长春”号导弹驱逐舰等完成位于澳大利亚圣诞岛以南11.11万平方公里责任区海域的搜寻任务后，赴亚丁湾、索马里海域，接替第十六批护航编队执行护航任务。该次护航历时213个日夜，编队共完成43批115艘中外船舶护航任务，之后对约旦、阿联酋、伊朗、巴基斯坦等4国进行了友好访问。长春舰等于10月22日返回浙江省舟山市某军港。
2017年6月，长春号导弹驱逐舰和荆州号导弹护卫舰同伊朗一艘驱逐舰在霍尔木兹海峡举行军演。
2022年8月5日，长春号导弹驱逐舰越過海峽中線，中華民國海軍成功艦采取迫近驅離动作。
2025年3月19日，中華民國國防部公布海軍左營艦監控長春號的畫面。

## 人员编制

### 历任领导
舰长
1. 胡杰 海军上校 [14]
2. 赵磊 海军上校 [15]